# Campeonato Mundial de Bobsleigh
El Campeonato Mundial de Bobsleigh es la competición internacional más importante del deporte de bobsleigh. Es organizado desde 1930 por la Federación Internacional de Bobsleigh y Skeleton (FIBT). En el año 2000 se introdujo la categoría de doble femenino. Actualmente el campeonato se realiza cada año a excepción de los años en que se celebran los Juegos Olímpicos.
Desde la edición del año 2004 se realizan las competiciones de todas las categorías de bobsleigh y de skeleton en la misma sede, bajo el nombre de Campeonato Mundial de Bobsleigh y Skeleton.

## Resultados

### Doble masculino
| Núm.    | Año  | Sede                          | Oro                                                 | Plata                                                                                        | Bronce                                              |
| ------- | ---- | ----------------------------- | --------------------------------------------------- | -------------------------------------------------------------------------------------------- | --------------------------------------------------- |
| I       | 1930 | No realizados                 | No realizados                                       | No realizados                                                                                | No realizados                                       |
| II      | 1931 | Oberhof · ( Alemania)         | Hanns Kilian · Sebastian Huber · Alemania           | Gerhard Fischer · Gemmer · Alemania                                                          | Heinz Volkmer · Anton Kaltenberger · Austria        |
| III     | 1933 | Schreiberhau ( Alemania)      | Alexandru Papană · Dumitru Hubert · Rumania         | Brüme Heinzel Checoslovaquia                                                                 | Fritz Grau Albert Brehme Alemania                   |
| IV      | 1934 | Engelberg · ( Suiza)          | Alexandru Frim · Vasile Dumitrescu · Rumania        | Hermann von Mumm Fritz Schwarz Alemania                                                      | Alexandru Papană · Dumitru Hubert · Rumania         |
| V       | 1935 | Igls · ( Austria)             | Reto Capadrutt · Emil Diener · Suiza                | Josef Lanzendörfer Karel Růžička Checoslovaquia                                              | Antonio Brivio Carlo Soldini Italia                 |
| VI      | 1937 | Cortina d'Ampezzo ( Italia)   | Frederick McEvoy Byran Black Reino Unido            | Guido Gillarduzzi Sisto Gillarduzzi Italia                                                   | Reto Capadrutt · Hans Aichele · Suiza               |
| VII     | 1938 | Sankt Moritz · ( Suiza)       | Gerhard Fischer Rolf Thielecke Alemania             | Frederick McEvoy Charles Green Reino Unido                                                   | Fritz Feierabend · Joseph Beerli · Suiza            |
| VIII    | 1939 | Sankt Moritz · ( Suiza)       | René Lunden · Jean Coops · Bélgica                  | Gerhard Fischer Rolf Thielecke Alemania                                                      | Hanns Kilian Schletter Alemania                     |
| IX      | 1947 | Sankt Moritz · ( Suiza)       | Fritz Feierabend · Stephan Waser · Suiza            | Felix Endrich · Fritz Waller · Suiza                                                         | Max Houben · Jacques Mouvet · Bélgica               |
| X       | 1949 | Lake Placid ( Estados Unidos) | Felix Endrich · Fritz Waller · Suiza                | Fritz Feierabend · Heinrich Angst · Suiza                                                    | Frederick Fortune John McDonald Estados Unidos      |
| XI      | 1950 | Cortina d'Ampezzo · ( Italia) | Fritz Feierabend · Stephan Waser · Suiza            | Stanley Benham Patrick Martin Estados Unidos                                                 | Frederick Fortune William D'Amico Estados Unidos    |
| XII     | 1951 | Alpe d'Huez ( Francia)        | Anderl Ostler Lorenz Nieberl RFA                    | Stanley Benham Patrick Martin Estados Unidos                                                 | Felix Endrich · Werner Spring · Suiza               |
| XIII    | 1953 | Garmisch-Partenkirchen ( RFA) | Felix Endrich · Fritz Stöckli · Suiza               | Anderl Ostler Franz Kemser RFA                                                               | Theo Kitt Lorenz Nieberl RFA                        |
| XIV     | 1954 | Cortina d'Ampezzo · ( Italia) | Guglielmo Scheibmeier · Andrea Zambelli · Italia    | Italo Petrelli · Luigi Figoli · Italia                                                       | Stanley Benham James Bickford Estados Unidos        |
| XV      | 1955 | Sankt Moritz · ( Suiza)       | Fritz Feierabend · Harry Warburton · Suiza          | Paul Aste · Pepi Isser · Austria                                                             | Franz Kapus · Heinrich Angst · Suiza                |
| XVI     | 1957 | Sankt Moritz · ( Suiza)       | Eugenio Monti · Renzo Alvera · Italia               | Arthur Tyler Charles Butler Estados Unidos                                                   | Alfonso de Portago Luis Muñoz Cabrero España        |
| XVII    | 1958 | Garmisch-Partenkirchen ( RFA) | Eugenio Monti · Renzo Alvera · Italia               | Sergio Zardini · Sergio Siorpaes · Italia                                                    | Paul Aste · Heinrich Isser · Austria                |
| XVIII   | 1959 | Sankt Moritz · ( Suiza)       | Eugenio Monti · Renzo Alvera · Italia               | Sergio Zardini · Luciano Alberti · Italia                                                    | Arthur Tyler Charles Butler Estados Unidos          |
| XIX     | 1960 | Cortina d'Ampezzo · ( Italia) | Eugenio Monti · Renzo Alvera · Italia               | Franz Schelle Otto Göbl RFA                                                                  | Sergio Zardini · Luciano Alberti · Italia           |
| XX      | 1961 | Lake Placid ( Estados Unidos) | Eugenio Monti · Sergio Siorpaes · Italia            | Gary Sheffield Jerry Tennant Estados Unidos                                                  | Sergio Zardini · Romano Bonagura · Italia           |
| XXI     | 1962 | Garmisch-Partenkirchen ( RFA) | Rinaldo Ruatti · Enrico de Lorenzo · Italia         | Sergio Zardini · Romano Bonagura · Italia                                                    | Hans Maurer Adolf Wörmann RFA                       |
| XXII    | 1963 | Igls · ( Austria)             | Eugenio Monti · Sergio Siorpaes · Italia            | Sergio Zardini · Romano Bonagura · Italia                                                    | Anthony Nash Robin Dixon Reino Unido                |
| XXIII   | 1965 | Sankt Moritz · ( Suiza)       | Anthony Nash Robin Dixon Reino Unido                | Rinaldo Ruatti · Enrico de Lorenzo · Italia                                                  | Victor Emery · Michael Young · Canadá               |
| XXIV    | 1966 | Cortina d'Ampezzo · ( Italia) | Eugenio Monti · Sergio Siorpaes · Italia            | Gianfranco Gaspari · Leonardo Cavallini · Italia                                             | Anthony Nash Robin Dixon Reino Unido                |
| XXV     | 1967 | Alpe d'Huez ( Francia)        | Erwin Thaler · Reinhold Durnthaler · Austria        | Nevio De Zordo · Edoardo Tinter De Martin · Italia                                           | Howard Clifton James Crall Estados Unidos           |
| XXVI    | 1969 | Lake Placid ( Estados Unidos) | Nevio De Zordo · Adriano Frassinelli · Italia       | Ion Panțuru Dumitru Focșeneanu Rumania                                                       | Gianfranco Gaspari · Mario Armano · Italia          |
| XXVII   | 1970 | Sankt Moritz · ( Suiza)       | Horst Floth Pepi Bader RFA                          | Wolfgang Zimmerer Peter Utzschneider RFA                                                     | Gion Caviezel · Hans Candrian · Suiza               |
| XXVIII  | 1971 | Cervinia · ( Italia)          | Gianfranco Gaspari · Mario Armano · Italia          | Enzo Vicario · Corrado Dal Fabbro · Italia                                                   | Herbert Gruber · Josef Oberhauser · Austria         |
| XXIX    | 1973 | Lake Placid ( Estados Unidos) | Wolfgang Zimmerer Peter Utzschneider RFA            | Hans Candrian · Heinz Schenker · Suiza                                                       | Ion Panțuru Dumitru Focșeneanu Rumania              |
| XXX     | 1974 | Sankt Moritz · ( Suiza)       | Wolfgang Zimmerer Peter Utzschneider RFA            | Georg Heibl Fritz Ohlwärter RFA                                                              | Fritz Lüdi · Karl Häseli · Suiza                    |
| XXXI    | 1975 | Cervinia · ( Italia)          | Giorgio Alverà · Franco Perruquet · Italia          | Georg Heibl Fritz Ohlwärter RFA                                                              | Fritz Lüdi · Karl Häseli · Suiza                    |
| XXXII   | 1977 | Sankt Moritz · ( Suiza)       | Hans Hiltebrand · Heinz Meier · Suiza               | Fritz Lüdi · Hansjörg Trachsel · Suiza                                                       | Stefan Gaisreiter Manfred Schumann RFA              |
| XXXIII  | 1978 | Lake Placid ( Estados Unidos) | Erich Schärer · Josef Benz · Suiza                  | Meinhard Nehmer Raimund Bethge RDA                                                           | Jakob Resch Walter Barfuss RFA                      |
| XXXIV   | 1979 | Königssee ( RFA)              | Erich Schärer · Josef Benz · Suiza                  | Stefan Gaisreiter Manfred Schumann Fritz Ohlwärter RFA                                       | Toni Mangold Stefan Späte RFA                       |
| XXXV    | 1981 | Cortina d'Ampezzo · ( Italia) | Bernhard Germeshausen Hans-Jürgen Gerhardt RDA      | Horst Schönau Andreas Kirchner RDA                                                           | Erich Schärer · Josef Benz · Suiza                  |
| XXXVI   | 1982 | Sankt Moritz · ( Suiza)       | Erich Schärer · Max Rüegg · Suiza                   | Hans Hiltebrand · Ulrich Bächli · Suiza                                                      | Horst Schönau Andreas Kirchner RDA                  |
| XXXVII  | 1983 | Lake Placid ( Estados Unidos) | Ralph Pichler · Urs Leuthold · Suiza                | Erich Schärer · Max Rüegg · Suiza                                                            | Wolfgang Hoppe Dietmar Schauerhammer RDA            |
| XXXVIII | 1985 | Cervinia · ( Italia)          | Wolfgang Hoppe Dietmar Schauerhammer RDA            | Detlef Richter Steffen Grummt RDA                                                            | Zintis Ekmanis Nikolai Zhirov URSS                  |
| XXXIX   | 1986 | Königssee ( RFA)              | Wolfgang Hoppe Dietmar Schauerhammer RDA            | Ralph Pichler · Celeste Poltera · Suiza                                                      | Detlef Richter Steffen Grummt RDA                   |
| XL      | 1987 | Sankt Moritz · ( Suiza)       | Ralph Pichler · Celeste Poltera · Suiza             | Hans Hiltebrand · André Kiser · Suiza                                                        | Wolfgang Hoppe Dietmar Schauerhammer RDA            |
| XLI     | 1989 | Cortina d'Ampezzo · ( Italia) | Wolfgang Hoppe Bogdan Musiol RDA                    | Gustav Weder · Bruno Gerber · Suiza                                                          | Jānis Ķipurs Aldis Intlers URSS                     |
| XLII    | 1990 | Sankt Moritz · ( Suiza)       | Gustav Weder · Bruno Gerber · Suiza                 | Harald Czudaj Axel Jang RDA                                                                  | Wolfgang Hoppe Bogdan Musiol RDA                    |
| XLIII   | 1991 | Altenberg · ( Alemania)       | Rudolf Lochner · Markus Zimmermann · Alemania       | Gustav Weder · Curdin Morell · Suiza                                                         | Wolfgang Hoppe · René Hannemann · Alemania          |
| XLIV    | 1993 | Igls · ( Austria)             | Christoph Langen · Peer Joechel · Alemania          | Gustav Weder · Donat Acklin · Suiza                                                          | Wolfgang Hoppe · René Hannemann · Alemania          |
| XLV     | 1995 | Winterberg · ( Alemania)      | Christoph Langen · Olaf Hampel · Alemania           | Pierre Lueders · Jack Pyc · Canadá                                                           | Éric Alard Éric Le Chanony Francia                  |
| XLVI    | 1996 | Calgary · ( Canadá)           | Christoph Langen · Markus Zimmermann · Alemania     | Pierre Lueders · David MacEachern · Canadá                                                   | Reto Götschi · Guido Acklin · Suiza                 |
| XLVII   | 1997 | Sankt Moritz · ( Suiza)       | Reto Götschi · Guido Acklin · Suiza                 | Günther Huber · Antonio Tartaglia · Italia                                                   | Brian Shimer Robert Olesen Estados Unidos           |
| XLVIII  | 1999 | Cortina d'Ampezzo · ( Italia) | Günther Huber · Enrico Costa · Italia               | Christoph Langen · Markus Zimmermann · Alemania                                              | Bruno Mingeon Emmanuel Hostache Francia             |
| XLIX    | 2000 | Altenberg · ( Alemania)       | Christoph Langen · Markus Zimmermann · Alemania     | André Lange · René Hoppe · Alemania                                                          | Christian Reich · Urs Aeberhard · Suiza             |
| L       | 2001 | Sankt Moritz · ( Suiza)       | Christoph Langen · Marco Jakobs · Alemania          | Reto Götschi · Cédric Grand · Suiza                                                          | Martin Annen · Beat Hefti · Suiza                   |
| LI      | 2003 | Lake Placid ( Estados Unidos) | André Lange · Kevin Kuske · Alemania                | Pierre Lueders · Giulio Zardo · Canadá                                                       | René Spies · Franz Sagmeister · Alemania            |
| LII     | 2004 | Königssee · ( Alemania)       | Pierre Lueders · Giulio Zardo · Canadá              | Christoph Langen · Markus Zimmermann · Alemania                                              | André Lange · Kevin Kuske · Alemania                |
| LIII    | 2005 | Calgary · ( Canadá)           | Pierre Lueders · Lascelles Brown · Canadá           | André Lange · Kevin Kuske · Alemania                                                         | Martin Annen · Beat Hefti · Suiza                   |
| LIV     | 2007 | Sankt Moritz · ( Suiza)       | André Lange · Kevin Kuske · Alemania                | Ivo Rüegg · Tommy Herzog · Suiza                                                             | Simone Bertazzo · Samuele Romanini · Italia         |
| LV      | 2008 | Altenberg · ( Alemania)       | André Lange · Kevin Kuske · Alemania                | Thomas Florschütz · Mirko Pätzold · Alemania                                                 | Alexandr Zubkov · Alexei Voyevoda · Rusia           |
| LVI     | 2009 | Lake Placid ( Estados Unidos) | Ivo Rüegg · Cédric Grand · Suiza                    | Thomas Florschütz · Marc Kühne · Alemania                                                    | Steven Holcomb Curtis Tomasevicz Estados Unidos     |
| LVII    | 2011 | Königssee · ( Alemania)       | Alexandr Zubkov · Alexei Voyevoda · Rusia           | Thomas Florschütz · Kevin Kuske · Alemania · Manuel Machata · Andreas Bredau · Alemania      | —                                                   |
| LVIII   | 2012 | Lake Placid ( Estados Unidos) | Steven Holcomb Steven Langton Estados Unidos        | Lyndon Rush · Jesse Lumsden · Canadá                                                         | Maximilian Arndt · Kevin Kuske · Alemania           |
| LIX     | 2013 | Sankt Moritz · ( Suiza)       | Francesco Friedrich · Jannis Bäcker · Alemania      | Beat Hefti · Thomas Lamparter · Suiza                                                        | Thomas Florschütz · Andreas Bredau · Alemania       |
| LX      | 2015 | Winterberg · ( Alemania)      | Francesco Friedrich · Thorsten Margis · Alemania    | Oskars Melbārdis · Daumants Dreiškens · Letonia · Johannes Lochner · Joshua Bluhm · Alemania | —                                                   |
| LXI     | 2016 | Igls · ( Austria)             | Francesco Friedrich · Thorsten Margis · Alemania    | Johannes Lochner · Joshua Bluhm · Alemania                                                   | Beat Hefti · Alex Baumann · Suiza                   |
| LXII    | 2017 | Königssee · ( Alemania)       | Francesco Friedrich · Thorsten Margis · Alemania    | Justin Kripps · Jesse Lumsden · Canadá                                                       | Johannes Lochner · Joshua Bluhm · Alemania          |
| LXIII   | 2019 | Whistler · ( Canadá)          | Francesco Friedrich · Thorsten Margis · Alemania    | Justin Kripps · Cameron Stones · Canadá                                                      | Nico Walther · Paul Krenz · Alemania                |
| LXIV    | 2020 | Altenberg · ( Alemania)       | Francesco Friedrich · Thorsten Margis · Alemania    | Johannes Lochner · Christopher Weber · Alemania                                              | Oskars Ķibermanis Matīss Miknis Letonia             |
| LXV     | 2021 | Altenberg · ( Alemania)       | Francesco Friedrich · Alexander Schüller · Alemania | Johannes Lochner · Eric Franke · Alemania                                                    | Hans-Peter Hannighofer · Christian Röder · Alemania |
| LXVI    | 2023 | Sankt Moritz · ( Suiza)       | Johannes Lochner · Georg Fleischhauer · Alemania    | Francesco Friedrich · Alexander Schüller · Alemania                                          | Michael Vogt · Sandro Michel · Suiza                |
| LXVII   | 2024 | Winterberg · ( Alemania)      | Francesco Friedrich · Alexander Schüller · Alemania | Adam Ammour · Issam Ammour · Alemania                                                        | Johannes Lochner · Georg Fleischhauer · Alemania    |
| LXVIII  | 2025 | Lake Placid ( Estados Unidos) | Francesco Friedrich · Alexander Schüller · Alemania | Johannes Lochner · Georg Fleischhauer · Alemania                                             | Adam Ammour · Benedikt Hertel · Alemania            |

#### Medallero histórico
- Actualizado a Lake Placid  2025.

| Núm. | País           | Oro | Plata | Bronce | Total |
| ---- | -------------- | --- | ----- | ------ | ----- |
| 1    | Alemania       | 29  | 28    | 23     | 80    |
| 2    | Suiza          | 15  | 14    | 14     | 43    |
| 3    | Italia         | 13  | 11    | 5      | 29    |
| 4    | Canadá         | 2   | 6     | 1      | 9     |
| 5    | Reino Unido    | 2   | 1     | 2      | 5     |
| 5    | Rumania        | 2   | 1     | 2      | 5     |
| 7    | Estados Unidos | 1   | 4     | 7      | 12    |
| 8    | Austria        | 1   | 1     | 3      | 5     |
| 9    | Rusia          | 1   | 0     | 3      | 4     |
| 10   | Bélgica        | 1   | 0     | 1      | 2     |
| 11   | Checoslovaquia | 0   | 2     | 0      | 2     |
| 12   | Letonia        | 0   | 1     | 1      | 2     |
| 13   | Francia        | 0   | 0     | 2      | 2     |
| 14   | España         | 0   | 0     | 1      | 1     |
|      | TOTAL          | 67  | 69    | 65     | 201   |

### Cuádruple masculino
| Núm.    | Año  | Sede                                 | Oro | Plata | Bronce |
| ------- | ---- | ------------------------------------ | --- | --- | --- |
| I       | 1930 | Caux-sur-Montreux · ( Suiza)         | Italia Franco Zaninetta Giorgio Biasini Antonio Dorini Gino Rossi | Suiza · Jean Mollen · John Schneiter · André Mollen · William Prichard                                                                  | Alemania · Fritz Grau · Picker · Bertram · Albert Brehme                                                                                          |
| II      | 1931 | Sankt Moritz · ( Suiza)              | Alemania · Werner Zahn · Robert Schmidt · Franz Bock · Emil Hinterfeld                                                                                                | Suiza · René Fonjallaz · Gustave Fonjallaz · N. Buchheim · Gaston Fonjallaz                                                             | Reino Unido Dennis Field Patrick Coote Ralph Wallace Jack Newcombe                                                                                |
| III     | 1933 | No realizados                        | No realizados | No realizados | No realizados |
| IV      | 1934 | Garmisch-Partenkirchen · ( Alemania) | Alemania Hanns Kilian Fritz Schwarz Hermann von Valta Sebastian Huber                                                                                                 | Rumania · Emil Angelescu · Teodor Popescu · Dumitru Gheorghiu · Ion Gribincea                                                           | Francia Jean de Suarez d'Aulan Rheims Bemish Jacques Bridou                                                                                       |
| V       | 1935 | Sankt Moritz · ( Suiza)              | Alemania Hanns Kilian Alexander Gruber Hermann von Valta Sebastian Huber                                                                                              | Suiza · Pierre Musy · Noldi Gartmann · Charles Bouvier · Joseph Beerli                                                                  | Suiza · Reto Capadrutt · Fritz Feierabend · A. Lardi · H. Tami                                                                                    |
| VI      | 1937 | Sankt Moritz · ( Suiza)              | Reino Unido Frederick McEvoy David Looker Charles Green Byran Black                                                                                                   | Alemania Gerhard Fischer Lohfeld H. Fischer Rolf Thielecke                                                                              | Estados Unidos Donald Fox Clifford Gray Bill Dupree James Bickford                                                                                |
| VII     | 1938 | Garmisch-Partenkirchen · ( Alemania) | Reino Unido Frederick McEvoy David Looker Charles Green Chris MacKintosh                                                                                              | Alemania Hanns Kilian Werner Windhaus Bobby Braumiller Franz Kemser                                                                     | Alemania Gerhard Fischer Lohfeld H. Fischer Rolf Thielecke                                                                                        |
| VIII    | 1939 | Cortina d'Ampezzo · ( Italia)        | Suiza · Fritz Feierabend · Heinz Cattani · Alphonse Hörning · Joseph Beerli                                                                                           | Reino Unido Frederick McEvoy Peter Howard John Critchley Charles Green                                                                  | Alemania Hanns Kilian Werner Windhaus Hans Schmidt Franz Kemser                                                                                   |
| IX      | 1947 | Sankt Moritz · ( Suiza)              | Suiza · Fritz Feierabend · Fritz Waller · Felix Endrich · Stephan Waser                                                                                               | Bélgica · Max Houben · Claude Houben · Albert Lerat · Jacques Mouvet                                                                    | Francia Achille Fould Henri Evrot Robert Dumont William Hirigoyen                                                                                 |
| X       | 1949 | Lake Placid ( Estados Unidos)        | Estados Unidos Stanley Benham Patrick Martin William Casey William D'Amico                                                                                            | Estados Unidos James Bickford Henry Sterns Pat Buckley Donald Dupree                                                                    | Suiza · Fritz Feierabend · Werner Spring · Fritz Waller · Heinrich Angst                                                                          |
| XI      | 1950 | Cortina d'Ampezzo · ( Italia)        | Estados Unidos Stanley Benham Patrick Martin James Atkinson William D'Amico                                                                                           | Suiza · Fritz Feierabend · Albert Madörin · Romi Spada · Stephan Waser                                                                  | Suiza · Franz Kapus · Franz Stöckli · Hans Bolli · Heinrich Angst                                                                                 |
| XII     | 1951 | Alpe d'Huez ( Francia)               | RFA Anderl Ostler Xavier Leitl Michael Pössinger Lorenz Nieberl | Estados Unidos Stanley Benham Patrick Martin James Atkinson Gary Sheffield                                                              | Suiza · Franz Kapus · Franz Stöckli · Hans Bolli · Heinrich Angst                                                                                 |
| XIII    | 1953 | Garmisch-Partenkirchen ( RFA)        | Estados Unidos Lloyd Johnson Piet Biesiadecki Hubert Miller Joseph Smith                                                                                              | RFA Anderl Ostler Heinz Wendlinger Hans Hohenester Rudi Erben                                                                           | Suecia · Kjell Holmström · Walter Aronsson · Nils Landgren · Jan Lapidoth · RFA · Hans Rösch · Michael Pössinger · Dix Terne · Sylvester Wackerle |
| XIV     | 1954 | Cortina d'Ampezzo · ( Italia)        | Suiza · Fritz Feierabend · Harry Warburton · Gottfried Diener · Heinrich Angst                                                                                        | RFA Hans Rösch Michael Pössinger Dix Terne Sylvester Wackerle                                                                           | RFA Theo Kitt Josef Grün Klaus Koppenberger Lorenz Nieberl                                                                                        |
| XV      | 1955 | Sankt Moritz · ( Suiza)              | Suiza · Franz Kapus · Gottfried Diener · Robert Alt · Heinrich Angst                                                                                                  | Suiza · Fritz Feierabend · Aby Gartmann · Harry Warburton · Rolf Gerber                                                                 | RFA Franz Schelle Jakob Nirschl Hans Henn Edmund Koller                                                                                           |
| XVI     | 1957 | Sankt Moritz · ( Suiza)              | Suiza · Hans Zoller · Hans Theler · Rolf Küderli · Heinz Leu | Italia · Eugenio Monti · Ferdinando Piani · Lino Pierdica · Renzo Alverà                                                                | Estados Unidos Arthur Tyler John Cole Robert Hagemes Charles Butler                                                                               |
| XVII    | 1958 | Garmisch-Partenkirchen ( RFA)        | RFA Hans Rösch Alfred Hammer Theodore Bauer Walter Haller | RFA Franz Schelle Eduard Kaltenberger Josef Sterff Otto Göbl                                                                            | Italia · Sergio Zardini · Massimo Bogana · Renato Mocellini · Alberto Righini                                                                     |
| XVIII   | 1959 | Sankt Moritz · ( Suiza)              | Estados Unidos Arthur Tyler Gary Sheffield Parker Vooris Charles Butler                                                                                               | Italia · Sergio Zardini · Alberto Righini · Ferruccio Dalla Torre · Romano Bonagura                                                     | RFA Franz Schelle Hartl Geiger Josef Sterff Otto Göbl                                                                                             |
| XIX     | 1960 | Cortina d'Ampezzo · ( Italia)        | Italia · Eugenio Monti · Furio Nordio · Sergio Siorpaes · Renzo Alverà                                                                                                | RFA Hans Rösch Alfred Hammer Theodore Bauer Albert Kandlbinder                                                                          | Suiza · Max Angst · Hansjörg Hirschbühl · Gottfried Kottmann · René Kuhl                                                                          |
| XX      | 1961 | Lake Placid ( Estados Unidos)        | Italia · Eugenio Monti · Sergio Siorpaes · Furio Nordio · Renzo Alverà                                                                                                | Estados Unidos Stanley Benham Gary Sheffield Jerry Tennant Chuck Pandolph                                                               | Suecia · Gunnar Åhs · Gunnar Carpö · Erik Wennerberg · Börje-Bengt Hedblom                                                                        |
| XXI     | 1962 | Garmisch-Partenkirchen ( RFA)        | RFA Franz Schelle Josef Sterff Ludwig Siebert Otto Göbl | Italia · Sergio Zardini · Ferruccio Dalla Torre · Enrico de Lorenzo · Romano Bonagura                                                   | Austria · Franz Isser · Pepi Isser · Heinrich Isser · Fritz Isser                                                                                 |
| XXII    | 1963 | Igls · ( Austria)                    | Italia · Sergio Zardini · Ferruccio Dalla Torre · Renato Mocellini · Romano Bonagura                                                                                  | Italia · Angelo Frigerio · Mario Pallua · Luigi de Bettin · Sergio Mocellini                                                            | Austria · Erwin Thaler · Reinhold Durnthaler · Josef Nairz · Adolf Koxeder                                                                        |
| XXIII   | 1965 | Sankt Moritz · ( Suiza)              | Canadá Victor Emery Gerald Presley Michael Young Peter Kirby | Italia · Nevio De Zordo · Italo De Lorenzo · Pietro Lesana · Robert Mocellini                                                           | Estados Unidos Fred Fortune Richard Knuckles Joe Wilson James Lord                                                                                |
| XXIV    | 1966 | Competición cancelada                | Competición cancelada | Competición cancelada | Competición cancelada |
| XXV     | 1967 | Competición cancelada                | Competición cancelada | Competición cancelada | Competición cancelada |
| XXVI    | 1969 | Lake Placid ( Estados Unidos)        | RFA Wolfgang Zimmerer Peter Utzschneider Walter Steinbauer Stefan Gaisreiter                                                                                          | Italia · Gianfranco Gaspari · Sergio Pompanin · Roberto Zandonella · Mario Armano                                                       | Estados Unidos Les Fenner Robert Huscher Howard Siler Allen Hachigian                                                                             |
| XXVII   | 1970 | Sankt Moritz · ( Suiza)              | Italia · Nevio De Zordo · Roberto Zandonella · Mario Armano · Luciano De Paolis                                                                                       | RFA Wolfgang Zimmerer Walter Steinbauer Pepi Bader Peter Utzschneider                                                                   | Suiza · René Stadler · Hans Candrian · Max Forster · Peter Schärer                                                                                |
| XXVIII  | 1971 | Cervinia · ( Italia)                 | Suiza · René Stadler · Max Forster · Erich Schärer · Peter Schärer | Italia · Oscar d'Andrea · Alessandro Bignozzi · Antonio Brancaccio · Renzo Caldara                                                      | RFA Wolfgang Zimmerer Stefan Gaisreiter Walter Steinbauer Peter Utzschneider                                                                      |
| XXIX    | 1973 | Lake Placid ( Estados Unidos)        | Suiza · René Stadler · Werner Camichel · Erich Schärer · Peter Schärer                                                                                                | Austria · Werner Delle Karth · Walter Delle Karth · Hans Eichinger · Fritz Sperling                                                     | RFA Wolfgang Zimmerer Stefan Gaisreiter Walter Steinbauer Peter Utzschneider                                                                      |
| XXX     | 1974 | Sankt Moritz · ( Suiza)              | RFA Wolfgang Zimmerer Peter Utzschneider Manfred Schumann Albert Wurzer                                                                                               | Suiza · Hans Candrian · Guido Casty · Yves Marchand · Gaudenz Beeli                                                                     | Austria · Werner Delle Karth · Walter Delle Karth · Hans Eichinger · Fritz Sperling                                                               |
| XXXI    | 1975 | Cervinia · ( Italia)                 | Suiza · Erich Schärer · Peter Schärer · Werner Camichel · Josef Benz                                                                                                  | RFA Wolfgang Zimmerer Peter Utzschneider Albert Wurzer Fritz Ohlwärter                                                                  | Austria · Manfred Stengl · Gert Krenn · Franz Jacob · Armin Vilas                                                                                 |
| XXXII   | 1977 | Sankt Moritz · ( Suiza)              | RDA Meinhard Nehmer Bernhard Germeshausen Hans-Jürgen Gerhardt Raimund Bethge                                                                                         | Suiza · Erich Schärer · Ulrich Bächli · Rudolf Marti · Josef Benz                                                                       | RFA Jakob Resch Herbert Berg Fritz Ohlwärter Walter Barfuss                                                                                       |
| XXXIII  | 1978 | Lake Placid ( Estados Unidos)        | RDA Horst Schönau Horst Bernhardt Harald Seifert Bogdan Musiol | Suiza · Erich Schärer · Ulrich Bächli · Rudolf Marti · Josef Benz                                                                       | RDA Meinhard Nehmer Bernhard Germeshausen Hans-Jürgen Gerhardt Raimund Bethge                                                                     |
| XXXIV   | 1979 | Königssee ( RFA)                     | RFA Stefan Gaisreiter Dieter Gebard Hans Wagner Heinz Busche | RDA Meinhard Nehmer Detlef Richter Bernhard Germeshausen Hans-Jürgen Gerhardt                                                           | Suiza · Erich Schärer · Ulrich Bächli · Hansjörg Trachsel · Josef Benz                                                                            |
| XXXV    | 1981 | Cortina d'Ampezzo · ( Italia)        | RDA Bernhard Germeshausen Hans-Jürgen Gerhardt Henry Gerlach Michael Trübner                                                                                          | Suiza · Hans Hiltebrand · Kurt Poletti · Franz Weinberger · Franz Isenegger                                                             | Suiza · Erich Schärer · Max Rüegg · Tony Rüegg · Josef Benz                                                                                       |
| XXXVI   | 1982 | Sankt Moritz · ( Suiza)              | Suiza · Silvio Giobellina · Heinz Stettler · Urs Salzmann · Rico Freiermuth                                                                                           | RDA Bernhard Lehmann Roland Wetzig Bogdan Musiol Eberhard Weise                                                                         | Suiza · Erich Schärer · Franz Isenegger · Tony Rüegg · Max Rüegg                                                                                  |
| XXXVII  | 1983 | Lake Placid ( Estados Unidos)        | Suiza · Ekkehard Fasser · Hans Märcy · Kurt Poletti · Rolf Strittmatter                                                                                               | RFA Klaus Kopp Gerhard Oechsle Günter Neuburger Hans-Joachim Schumacher                                                                 | RDA Detlef Richter Henry Gerlach Thomas Forch Dietmar Jerke                                                                                       |
| XXXVIII | 1985 | Cervinia · ( Italia)                 | RDA Bernhard Lehmann Matthias Trübner Ingo Voge Steffen Grummt | RDA Detlef Richter Dietmar Jerke Bodo Ferl Matthias Legler                                                                              | Suiza · Silvio Giobellina · Heinz Stettler · Urs Salzmann · Rico Freiermuth                                                                       |
| XXXIX   | 1986 | Königssee ( RFA)                     | Suiza · Erich Schärer · Kurt Meier · Erwin Fassbind · André Kiser | Austria · Peter Kienast · Franz Siegl · Gerhard Redl · Christian Mark                                                                   | Suiza · Ralph Pichler · Heinrich Notter · Celeste Poltera · Roland Beerli                                                                         |
| XL      | 1987 | Sankt Moritz · ( Suiza)              | Suiza · Hans Hiltebrand · Urs Fehlmann · Erwin Fassbind · André Kiser                                                                                                 | RDA Wolfgang Hoppe Bogdan Musiol Roland Wetzig Dietmar Schauerhammer                                                                    | Suiza · Ralph Pichler · Heinrich Ott · Edgar Dietsche · Celeste Poltera                                                                           |
| XLI     | 1989 | Cortina d'Ampezzo · ( Italia)        | Suiza · Gustav Weder · Curdin Morell · Bruno Gerber · Lorenz Schindelholz                                                                                             | Suiza · Nico Baracchi · Christian Reich · Donat Acklin · René Mangold                                                                   | RDA Wolfgang Hoppe Bodo Ferl Bogdan Musiol Ingo Voge                                                                                              |
| XLII    | 1990 | Sankt Moritz · ( Suiza)              | Suiza · Gustav Weder · Bruno Gerber · Lorenz Schindelholz · Curdin Morell                                                                                             | RDA Harald Czudaj Tino Bonk Alexander Szelig Axel Jang                                                                                  | Austria · Ingo Appelt · Gerhard Redl · Jürgen Mandl · Harald Winkler                                                                              |
| XLIII   | 1991 | Altenberg · ( Alemania)              | Alemania · Wolfgang Hoppe · Bogdan Musiol · Axel Kühn · Christoph Langen                                                                                              | Suiza · Gustav Weder · Bruno Gerber · Lorenz Schindelholz · Curdin Morell                                                               | Alemania · Harald Czudaj · Tino Bonk · Axel Jang · Alexander Szelig                                                                               |
| XLIV    | 1993 | Igls · ( Austria)                    | Suiza · Gustav Weder · Donat Acklin · Kurt Meier · Domenico Semeraro                                                                                                  | Austria · Hubert Schösser · Harald Winkler · Gerhard Redl · Gerhard Haidacher                                                           | Estados Unidos Brian Shimer Bryan Leturgez Karlos Kirby Randy Jones                                                                               |
| XLV     | 1995 | Winterberg · ( Alemania)             | Alemania · Wolfgang Hoppe · René Hannemann · Ulf Hielscher · Carsten Embach                                                                                           | Austria · Hubert Schösser · Gerhard Redl · Thomas Schroll · Martin Schützenauer                                                         | Alemania · Harald Czudaj · Torsten Voss · Udo Lehmann · Alexander Szelig                                                                          |
| XLVI    | 1996 | Calgary · ( Canadá)                  | Alemania · Christoph Langen · Markus Zimmermann · Sven Rühr · Olaf Hampel                                                                                             | Suiza · Marcel Rohner · Markus Wasser · Thomas Schreiber · Roland Tanner                                                                | Alemania · Wolfgang Hoppe · Torsten Voss · Sven Peter · Carsten Embach                                                                            |
| XLVII   | 1997 | Sankt Moritz · ( Suiza)              | Alemania · Wolfgang Hoppe · Sven Rühr · René Hannemann · Carsten Embach                                                                                               | Alemania · Dirk Wiese · Christoph Bartsch · Torsten Voss · Michael Liekmeier                                                            | Estados Unidos Brian Shimer Chip Minton Randy Jones Robert Olesen                                                                                 |
| XLVIII  | 1999 | Cortina d'Ampezzo · ( Italia)        | Francia Bruno Mingeon Emmanuel Hostache Éric Le Chanony Max Robert | Suiza · Marcel Rohner · Markus Nüssli · Beat Hefti · Silvio Schaufelberger                                                              | Canadá · Pierre Lueders · Kenneth Leblanc · Benjamin Hindle · Matthew Hindle                                                                      |
| XLIX    | 2000 | Altenberg · ( Alemania)              | Alemania · André Lange · René Hoppe · Lars Behrendt · Carsten Embach                                                                                                  | Alemania · Christoph Langen · Markus Zimmermann · Thomas Platzer · Sven Rühr                                                            | Suiza · Christian Reich · Bruno Aeberhard · Urs Aeberhard · Domenic Keller                                                                        |
| L       | 2001 | Sankt Moritz · ( Suiza)              | Alemania · Christoph Langen · Markus Zimmermann · Sven Peter · Alexander Metzger                                                                                      | Alemania · André Lange · Lars Behrendt · René Hoppe · Carsten Embach                                                                    | Suiza · Christian Reich · Steve Anderhub · Urs Aeberhard · Domenic Keller                                                                         |
| LI      | 2003 | Lake Placid ( Estados Unidos)        | Alemania · André Lange · René Hoppe · Kevin Kuske · Carsten Embach | Estados Unidos Todd Hays Bill Schuffenhauer Randy Jones Garrett Hines                                                                   | Rusia · Alexandr Zubkov · Alexei Seliverstov · Serguei Golubev · Dmitri Stiopushkin                                                               |
| LII     | 2004 | Königssee · ( Alemania)              | Alemania · André Lange · Udo Lehmann · Kevin Kuske · René Hoppe | Alemania · Christoph Langen · Christoph Heyder · Enrico Kühn · Jens Nohka                                                               | Estados Unidos Todd Hays Pavle Jovanovic Bill Schuffenhauer Steve Mesler                                                                          |
| LIII    | 2005 | Calgary · ( Canadá)                  | Alemania · André Lange · René Hoppe · Kevin Kuske · Martin Putze | Rusia · Alexandr Zubkov · Serguei Golubev · Alexei Seliverstov · Dmitri Stiopushkin                                                     | Canadá · Pierre Lueders · Ken Kotyk · Morgan Alexander · Lascelles Brown                                                                          |
| LIV     | 2007 | Sankt Moritz · ( Suiza)              | Suiza · Ivo Rüegg · Thomas Lamparter · Beat Hefti · Cédric Grand | Canadá · Pierre Lueders · Ken Kotyk · David Bissett · Lascelles Brown                                                                   | Alemania · André Lange · René Hoppe · Kevin Kuske · Martin Putze                                                                                  |
| LV      | 2008 | Altenberg · ( Alemania)              | Alemania · André Lange · René Hoppe · Kevin Kuske · Martin Putze | Rusia · Alexandr Zubkov · Roman Oreshnikov · Dmitri Trunenkov · Dmitri Stiopushkin                                                      | Alemania · Matthias Höpfner · Ronny Listner · Thomas Pöge · Alex Mann                                                                             |
| LVI     | 2009 | Lake Placid ( Estados Unidos)        | Estados Unidos Steven Holcomb Justin Olsen Steve Mesler Curtis Tomasevicz                                                                                             | Alemania · André Lange · Alexander Rödiger · Kevin Kuske · Martin Putze                                                                 | Letonia Jānis Miņins Daumants Dreiškens Oskars Melbārdis Intars Dambis                                                                            |
| LVII    | 2011 | Königssee · ( Alemania)              | Alemania · Manuel Machata · Richard Adjei · Andreas Bredau · Christian Poser                                                                                          | Alemania · Karl Angerer · Christian Friedrich · Alex Mann · Gregor Bermbach                                                             | Estados Unidos Steven Holcomb Justin Olsen Steven Langton Curtis Tomasevicz                                                                       |
| LVIII   | 2012 | Lake Placid ( Estados Unidos)        | Estados Unidos Steven Holcomb Justin Olsen Steven Langton Curtis Tomasevicz                                                                                           | Alemania · Maximilian Arndt · Alexander Rödiger · Kevin Kuske · Martin Putze                                                            | Alemania · Manuel Machata · Marko Hübenbecker · Andreas Bredau · Christian Poser                                                                  |
| LIX     | 2013 | Sankt Moritz · ( Suiza)              | Alemania · Maximilian Arndt · Marko Hübenbecker · Alexander Rödiger · Martin Putze                                                                                    | Rusia · Alexandr Zubkov · Alexei Negodailo · Dmitri Trunenkov · Maxim Mokrousov                                                         | Estados Unidos Steven Holcomb Justin Olsen Steven Langton Curtis Tomasevicz                                                                       |
| LX      | 2015 | Winterberg · ( Alemania)             | Alemania · Maximilian Arndt · Alexander Rödiger · Kevin Korona · Ben Heber                                                                                            | Alemania · Nico Walther · Andreas Bredau · Marko Hübenbecker · Christian Poser                                                          | Letonia Oskars Melbārdis Daumants Dreiškens Arvis Vilkaste Jānis Strenga                                                                          |
| LXI     | 2016 | Igls · ( Austria)                    | Letonia Oskars Melbārdis Daumants Dreiškens Arvis Vilkaste Jānis Strenga                                                                                              | Alemania · Francesco Friedrich · Candy Bauer · Gregor Bermbach · Thorsten Margis                                                        | Suiza · Rico Peter · Bror van der Zijde · Thomas Amrhein · Simon Friedli                                                                          |
| LXII    | 2017 | Königssee · ( Alemania)              | Alemania · Francesco Friedrich · Candy Bauer · Martin Grothkopp · Thorsten Margis · Alemania · Johannes Lochner · Matthias Kagerhuber · Joshua Bluhm · Christian Rasp | — | Alemania · Nico Walther · Kevin Kuske · Kevin Korona · Eric Franke                                                                                |
| LXIII   | 2019 | Whistler · ( Canadá)                 | Alemania · Francesco Friedrich · Candy Bauer · Martin Grothkopp · Thorsten Margis                                                                                     | Letonia Oskars Ķibermanis Matīss Miknis Arvis Vilkaste Jānis Strenga                                                                    | Canadá · Justin Kripps · Ryan Sommer · Cameron Stones · Benjamin Coakwell                                                                         |
| LXIV    | 2020 | Altenberg · ( Alemania)              | Alemania · Francesco Friedrich · Candy Bauer · Martin Grothkopp · Alexander Schüller                                                                                  | Alemania · Johannes Lochner · Florian Bauer · Christopher Weber · Christian Rasp                                                        | Alemania · Nico Walther · Paul Krenz · Joshua Bluhm · Eric Franke                                                                                 |
| LXV     | 2021 | Altenberg · ( Alemania)              | Alemania · Francesco Friedrich · Thorsten Margis · Alexander Schüller · Candy Bauer                                                                                   | Austria · Benjamin Maier · Markus Sammer · Dănuț Moldovan · Kristian Huber                                                              | Alemania · Johannes Lochner · Christopher Weber · Christian Rasp · Florian Bauer                                                                  |
| LXVI    | 2023 | Sankt Moritz · ( Suiza)              | Alemania · Francesco Friedrich · Thorsten Margis · Candy Bauer · Alexander Schüller                                                                                   | Reino Unido Bradley Hall Arran Gulliver Taylor Lawrence Gregory Cackett Letonia Emīls Cipulis Edgars Nemme Dāvis Spriņģis Matīss Miknis | — |
| LXVII   | 2024 | Winterberg · ( Alemania)             | Francesco Friedrich · Thorsten Margis · Alexander Schüller · Felix Straub · Alemania                                                                                  | Johannes Lochner · Florian Bauer · Erec Bruckert · Georg Fleischhauer · Alemania                                                        | Adam Ammour Issam Ammour Benedikt Hertel Rupert Schenk                                                                                            |
| LXVIII  | 2025 | Lake Placid ( Estados Unidos)        | Alemania · Francesco Friedrich · Matthias Sommer · Alexander Schüller · Felix Straub                                                                                  | Alemania · Johannes Lochner · Florian Bauer · Jörn Wenzel · Georg Fleischhauer                                                          | Reino Unido Bradley Hall Arran Gulliver Taylor Lawrence Gregory Cackett                                                                           |

#### Medallero histórico
- Actualizado a Lake Placid  2025.

| Núm. | País           | Oro | Plata | Bronce | Total |
| ---- | -------------- | --- | ----- | ------ | ----- |
| 1    | Alemania       | 34  | 26    | 22     | 82    |
| 2    | Suiza          | 16  | 13    | 15     | 44    |
| 3    | Estados Unidos | 6   | 4     | 9      | 19    |
| 4    | Italia         | 5   | 7     | 1      | 13    |
| 5    | Reino Unido    | 2   | 2     | 2      | 6     |
| 6    | Letonia        | 1   | 2     | 2      | 5     |
| 7    | Canadá         | 1   | 1     | 3      | 5     |
| 8    | Francia        | 1   | 0     | 2      | 3     |
| 9    | Austria        | 0   | 5     | 5      | 10    |
| 10   | Rusia          | 0   | 3     | 1      | 4     |
| 11   | Bélgica        | 0   | 1     | 0      | 1     |
| 11   | Rumania        | 0   | 1     | 0      | 1     |
| 13   | Suecia         | 0   | 0     | 2      | 2     |
|      | TOTAL          | 66  | 65    | 64     | 195   |

### Individual femenino
| Núm. | Año  | Sede                          | Oro                              | Plata                              | Bronce                             |
| ---- | ---- | ----------------------------- | -------------------------------- | ---------------------------------- | ---------------------------------- |
| I    | 2021 | Altenberg · ( Alemania)       | Kaillie Humphries Estados Unidos | Stephanie Schneider · Alemania     | Laura Nolte · Alemania             |
| II   | 2023 | Sankt Moritz · ( Suiza)       | Laura Nolte · Alemania           | Kaillie Humphries Estados Unidos   | Lisa Buckwitz · Alemania           |
| III  | 2024 | Winterberg · ( Alemania)      | Laura Nolte · Alemania           | Elana Meyers Taylor Estados Unidos | Lisa Buckwitz · Alemania           |
| IV   | 2025 | Lake Placid ( Estados Unidos) | Kaysha Love Estados Unidos       | Laura Nolte · Alemania             | Elana Meyers Taylor Estados Unidos |

#### Medallero histórico
- Actualizado a Lake Placid  2025.

| Núm. | País           | Oro | Plata | Bronce | Total |
| ---- | -------------- | --- | ----- | ------ | ----- |
| 1    | Alemania       | 2   | 2     | 3      | 7     |
| 2    | Estados Unidos | 2   | 2     | 1      | 5     |
|      | TOTAL          | 4   | 4     | 4      | 12    |

### Doble femenino
| Núm.  | Año  | Sede                          | Oro                                              | Plata                                                | Bronce                                            |
| ----- | ---- | ----------------------------- | ------------------------------------------------ | ---------------------------------------------------- | ------------------------------------------------- |
| I     | 2000 | Winterberg · ( Alemania)      | Gabriele Kohlisch · Kathleen Hering · Alemania   | Jean Racine Jennifer Davidson Estados Unidos         | Françoise Burdet · Katharina Sutter · Suiza       |
| II    | 2001 | Calgary · ( Canadá)           | Françoise Burdet · Katharina Sutter · Suiza      | Jean Racine Jennifer Davidson Estados Unidos         | Susi Erdmann · Tanja Hess · Alemania              |
| III   | 2003 | Winterberg · ( Alemania)      | Susi Erdmann · Anne Dietrich · Alemania          | Sandra Prokoff · Ulrike Holzner · Alemania           | Cathleen Martini · Yvonne Cernota · Alemania      |
| IV    | 2004 | Königssee · ( Alemania)       | Susi Erdmann · Kristina Bader · Alemania         | Sandra Prokoff · Anja Schneiderheinze · Alemania     | Jean Racine Vonetta Flowers Estados Unidos        |
| V     | 2005 | Calgary · ( Canadá)           | Sandra Prokoff · Anja Schneiderheinze · Alemania | Nicola Minichiello Jacqueline Davies Reino Unido     | Shauna Rohbock Valerie Fleming Estados Unidos     |
| VI    | 2007 | Sankt Moritz · ( Suiza)       | Sandra Prokoff · Romy Logsch · Alemania          | Cathleen Martini · Janine Tischer · Alemania         | Shauna Rohbock Valerie Fleming Estados Unidos     |
| VII   | 2008 | Altenberg · ( Alemania)       | Sandra Prokoff · Romy Logsch · Alemania          | Cathleen Martini · Janine Tischer · Alemania         | Claudia Schramm · Nicole Herschmann · Alemania    |
| VIII  | 2009 | Lake Placid ( Estados Unidos) | Nicola Minichiello Gillian Cooke Reino Unido     | Shauna Rohbock Elana Meyers Estados Unidos           | Cathleen Martini · Janine Tischer · Alemania      |
| IX    | 2011 | Königssee · ( Alemania)       | Cathleen Martini · Romy Logsch · Alemania        | Shauna Rohbock Valerie Fleming Estados Unidos        | Kaillie Humphries · Heather Moyse · Canadá        |
| X     | 2012 | Lake Placid ( Estados Unidos) | Kaillie Humphries · Jennifer Ciochetti · Canadá  | Sandra Kiriasis · Petra Lammert · Alemania           | Elana Meyers Katie Eberling Estados Unidos        |
| XI    | 2013 | Sankt Moritz · ( Suiza)       | Kaillie Humphries · Chelsea Valois · Canadá      | Elana Meyers Katie Eberling Estados Unidos           | Sandra Kiriasis · Franziska Bertels · Alemania    |
| XII   | 2015 | Winterberg · ( Alemania)      | Elana Meyers Cherrelle Garrett Estados Unidos    | Anja Schneiderheinze · Annika Drazek · Alemania      | Cathleen Martini · Stephanie Schneider · Alemania |
| XIII  | 2016 | Igls · ( Austria)             | Anja Schneiderheinze · Annika Drazek · Alemania  | Kaillie Humphries · Melissa Lotholz · Canadá         | Elana Meyers Lauren Gibbs Estados Unidos          |
| XIV   | 2017 | Königssee · ( Alemania)       | Elana Meyers Kehri Jones Estados Unidos          | Kaillie Humphries · Melissa Lotholz · Canadá         | Jamie Greubel Poser Aja Evans Estados Unidos      |
| XV    | 2019 | Whistler · ( Canadá)          | Mariama Jamanka · Annika Drazek · Alemania       | Stephanie Schneider · Ann-Christin Strack · Alemania | Christine de Bruin · Kristen Bujnowski · Canadá   |
| XVI   | 2020 | Altenberg · ( Alemania)       | Kaillie Humphries Lauren Gibbs Estados Unidos    | Kim Kalicki · Kira Lipperheide · Alemania            | Christine de Bruin · Kristen Bujnowski · Canadá   |
| XVII  | 2021 | Altenberg · ( Alemania)       | Kaillie Humphries Lolo Jones Estados Unidos      | Kim Kalicki · Ann-Christin Strack · Alemania         | Laura Nolte · Deborah Levi · Alemania             |
| XVIII | 2023 | Sankt Moritz · ( Suiza)       | Kim Kalicki · Leonie Fiebig · Alemania           | Lisa Buckwitz · Kira Lipperheide · Alemania          | Kaillie Humphries Kaysha Love Estados Unidos      |
| XIX   | 2024 | Winterberg · ( Alemania)      | Lisa Buckwitz · Vanessa Mark · Alemania          | Laura Nolte · Deborah Levi · Alemania                | Kim Kalicki · Leonie Fiebig · Alemania            |
| XX    | 2025 | Lake Placid ( Estados Unidos) | Laura Nolte · Deborah Levi · Alemania            | Kim Kalicki · Leonie Fiebig · Alemania               | Lisa Buckwitz · Kira Lipperheide · Alemania       |

#### Medallero histórico
- Actualizado a Lake Placid  2025.

| Núm. | País           | Oro | Plata | Bronce | Total |
| ---- | -------------- | --- | ----- | ------ | ----- |
| 1    | Alemania       | 12  | 12    | 9      | 33    |
| 2    | Estados Unidos | 4   | 5     | 7      | 16    |
| 3    | Canadá         | 2   | 2     | 3      | 7     |
| 4    | Reino Unido    | 1   | 1     | 0      | 2     |
| 5    | Suiza          | 1   | 0     | 1      | 2     |
|      | TOTAL          | 20  | 20    | 20     | 60    |

## Medallero histórico total
- Actualizado a Lake Placid  2025.

| Núm. | País           | Oro | Plata | Bronce | Total |
| ---- | -------------- | --- | ----- | ------ | ----- |
| 1    | Alemania       | 77  | 68    | 57     | 202   |
| 2    | Suiza          | 32  | 27    | 30     | 89    |
| 3    | Italia         | 18  | 18    | 6      | 42    |
| 4    | Estados Unidos | 13  | 15    | 24     | 52    |
| 5    | Canadá         | 5   | 9     | 7      | 21    |
| 6    | Reino Unido    | 5   | 4     | 4      | 13    |
| 7    | Rumania        | 2   | 2     | 2      | 6     |
| 8    | Austria        | 1   | 6     | 8      | 15    |
| 9    | Rusia          | 1   | 3     | 4      | 8     |
| 10   | Letonia        | 1   | 3     | 3      | 7     |
| 11   | Bélgica        | 1   | 1     | 1      | 3     |
| 12   | Francia        | 1   | 0     | 4      | 5     |
| 13   | Checoslovaquia | 0   | 2     | 0      | 2     |
| 14   | Suecia         | 0   | 0     | 2      | 2     |
| 15   | España         | 0   | 0     | 1      | 1     |
|      | TOTAL          | 157 | 158   | 153    | 468   |

1. 1 2 3  Incluye las medallas obtenidas por la RFA y la RDA entre 1949 y 1990.
2. 1 2  Incluye las medallas obtenidas por la URSS.